# Antiguas capitales nacionales de India
Esta artículo recoge en forma de lista,  las antiguas capitales de la India.

## Periodo temprano
- Pataliputra: capital de varias dinastías e imperios:

Dinastía Nanda
Imperio Maurya
Imperio Gupta
Imperio Pala
- Begram y Mathura: capitales de verano e invierno, respectivamente, del Imperio Kushan
- Pratishthānapura: capital del imperio Satavájana
- Kannauj: capital del efímero reino de Harshavardhana;  también de Pratiharas.
- Manyakheta, Avanti: capitales de la dinastía Rashtrakuta y del Imperio Pratihara, respectivamente.
- Gadhipur: centro de administración de la dinastía Gupta. Capital bajo el gobierno los reyes jamwal Gaadhi y Vishwamitra.
- Gangaikonda Cholapuram: capital de la dinastía Chola  durante su apogeo.
- Gaur: capital de la dinastía de Pala con Pataliputra
- Sigal: primera capital de los sakas 70-400
- Taxila: segunda capital de los sakas 70-400
- Mathura: tercera capital de los sakas 70-400
- Sakala: capital de los indo-griegos

## Periodo medieval
- Delhi: la actual capital de la India fue la sede del sultanato de Delhi.
- Daulatabad: en 1327, la dinastía Tughlaq, bajo Muhammad bin Tughluq (r. 1325-1351), trasladó forzadamente a toda la población de Delhi aquí, durante dos años, antes de ser abandonada debido a la falta de agua.
- Ghor: capital del sultanato de Ghurid
- Badaun: capital del Imperio iltutmish.
- Vijayanagara: capital del Imperio viyaianagara bajo el reinado de Akbar, desde 1571 hasta 1585, cuando fue abandonado, al parecer debido a la falta de agua.
- Murshidabad: en 1704, nawab Murshid Quli Khan cambió la sede del gobierno desde Daca a Murshidabad, renombrándola en su nombre.
- Pune: en 1730, Pune se convirtió en la sede de la Peshwa del Imperio Maratha.
- Munger: Mir Qasim Ali, el Nawab de Bengala (desde 1760 a 1764). En 1763, Quasim cambió su capital desde Murshidabad a Munger.

## Periodo moderno
Durante el Raj británico, hasta 1911, Calcuta fue la capital de la India. En la segunda mitad del siglo XIX, Shimla se había convertido en la capital de verano.
El rey Jorge V del Reino Unido proclamó el traslado de la capital desde Calcuta a Delhi en el clímax del Delhi Durbar (Imperial Durbar) el 12 de diciembre de 1911. Los edificios que albergaban al virrey, al gobierno y al parlamento en Nueva Delhi fueron inaugurados a principios de 1931.[cita requerida]